# Fargesia conferta
Fargesia conferta är en gräsart som beskrevs av Tong Pei Yi. Fargesia conferta ingår i släktet bergbambusläktet, och familjen gräs. Inga underarter finns listade i Catalogue of Life.